# Erlöserkirche (Landstraße)

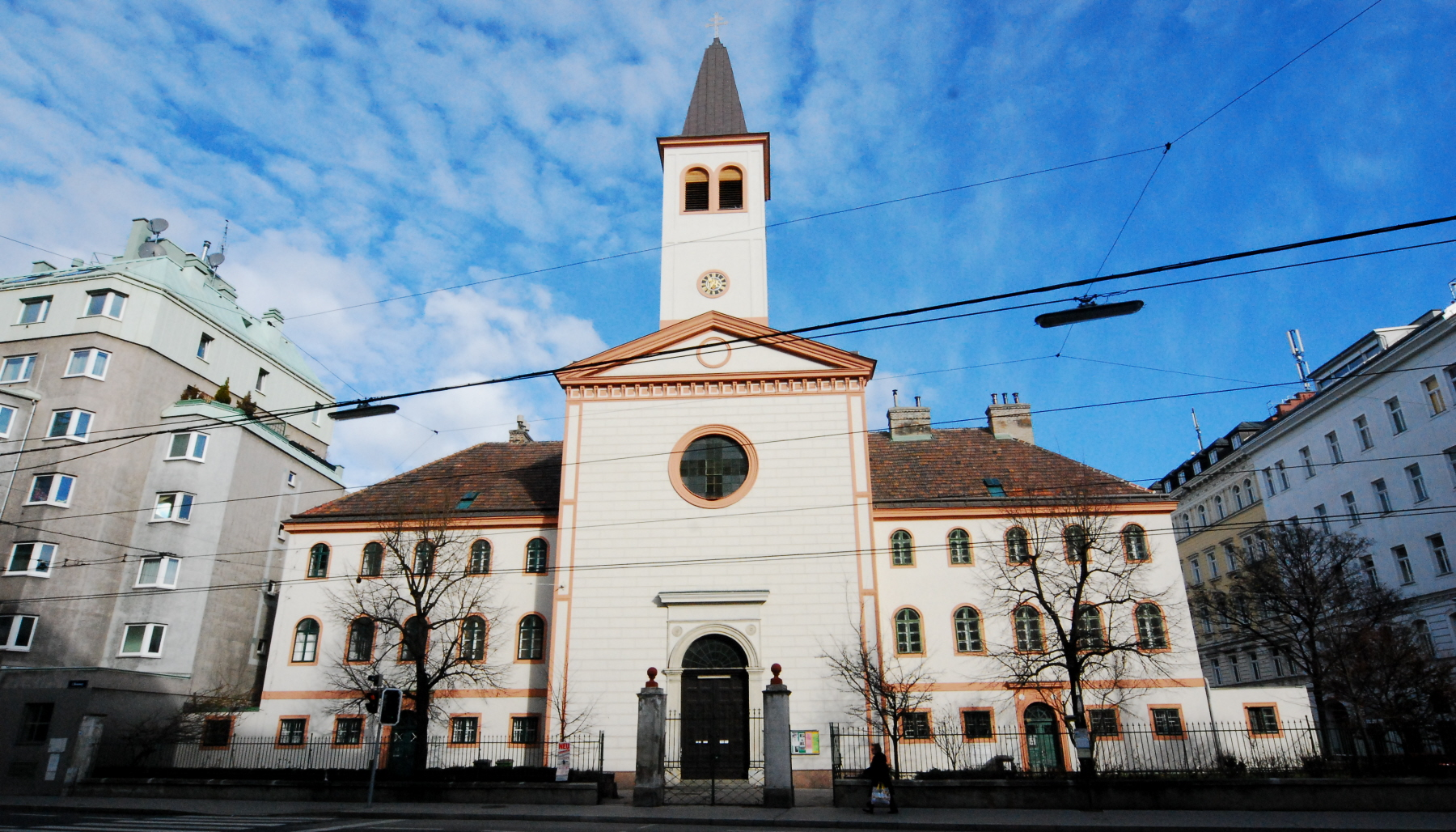
Erlöserkirche Rennweg

Die Erlöserkirche, auch Tschechische Kirche, ist eine ehemalige Klosterkirche und heute eine römisch-katholische Filialkirche der Pfarre Rennweg-Mariä Geburt im 3. Wiener Gemeindebezirk Landstraße am Rennweg. Die Kirche liegt im Dekanat 3 des zur Erzdiözese Wien gehörenden Vikariates Wien Stadt. Die Erlöserkirche war früher die Klosterkirche des Redemptoristinnenklosters und steht heute im Besitz der Tröster von Gethsemani, die sich vor allem um die Seelsorge für Tschechen in der Diaspora kümmern. Die Kirche steht unter Denkmalschutz.

## Lage
Der außen einfach gegliederte Klosterkomplex ist mit seiner Hauptfront dem Rennweg zugewandt und wird durch die Boerhavegasse und Schützengasse begrenzt.

## Geschichte
Die Kirche und das Kloster wurden zwischen 1834 und 1836 nach Plänen des Architekten Carl Roesner im Auftrag der „Würdigen Frauen vom Orden des heiligsten Erlösers in Wien“, gemeinhin bekannt als Redemptoristinnen, errichtet. Es handelt sich dabei um das erste Projekt des Architekten in Wien, der damit den Historismus in Wien entscheidend mitprägte. Er griff bei dem Entwurf auf Stilmittel der Renaissance zurück, die auf die Studienzeit des Architekten in Italien zurückzuführen sind. Die Ausführung des Baues hatte der Baumeister Anton Hoppe inne. Der Bau ist heute nicht mehr in seiner ursprünglichen Version erhalten. Die hinteren Trakte, die früher einen Hof umschlossen, wurden nach dem Verkauf des Klosters an den St. Method-Verein im Jahr 1908, im Zuge der Errichtung der Schützengasse niedergerissen. Im nun offenen Hof wurde ein Versammlungssaal errichtet.
Die Kirche befindet sich seit 1922 in Besitz der „Kongregation der Töchter von Gethsemani“, die aus dem St. Method-Verein entstand, die sich vor allem um die Seelsorge der Tschechen und Slowaken in der Diaspora kümmert.
1944 wurde die Kirche im Bereich des Chores von einer Bombe getroffen. Dabei wurde der Hochaltar zerstört. Vom ursprünglichen Altar ist nur noch das Gnadenbild „Maria von der immerwährenden Hilfe“ erhalten. Auch die Sakristei, der nach 1908 errichtete Vereinssaal sowie der Turm wurden bei dem Bombentreffer beschädigt. Der Turm erhielt bei der Wiederherstellung nicht die ursprüngliche Gliederung.
1968 erhielt die Kirche eine Innenrestaurierung und das Kirchendach wurde erneuert. 

## Baubeschreibung

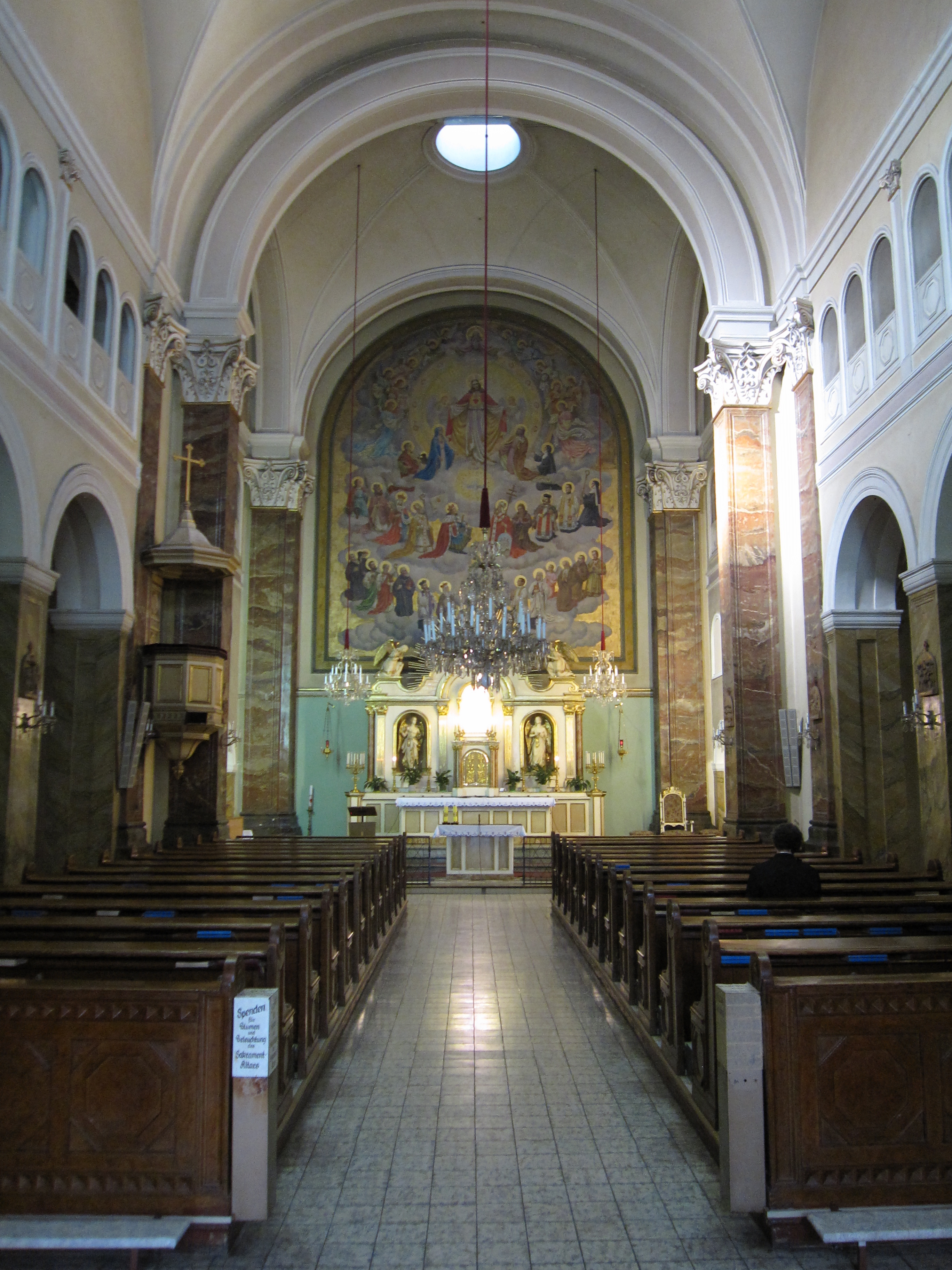
Innenansicht gegen den Altar

Die Kirche hat eine einfach gestaltete Einturmfassade und bildet den Mittelteil der Klosteranlage. Die Klostertrakte auf der linken und rechten Seite sind leicht zurückversetzt. Der Kirchenbau, der im Inneren als Saalkirche mit seitenschiffartigen Erweiterungen ausgeführt ist, ist eines der bedeutendsten Werke des Frühhistorismus in Österreich.

### Äußeres
Der Kirchenbau tritt gegenüber den seitlich anschließenden niedrigeren Klostergebäuden risalitartig hervor. Die Fassade wird durch Quaderfugen gegliedert. Seitlich ist sie durch fein profilierte, zweimal geteilten Lisenen. Diese tragen ein Konsolenfries. Über dem Konsolenfries ist ein Dreiecksgiebel. Darüber ragt der Kirchturm empor, der von Rundfenstern durchbrochen ist. Die ursprüngliche Gliederung büßte er im Zweiten Weltkrieg ein.
Das Portal ist rundbogig und wird von Pilastern flankiert, die einen rechteckigen Aufbau tragen, der nach oben hin durch ein gerades Gesims abgeschlossen ist. Darüber ist ein Rundfenster mit zart profiliertem Rahmen. Im Giebelfeld befindet sich ein kleineres Tondo und am Turm befindet sich die Uhr in einem solchen Rahmen. 
Die dreigeschoßigen Klostertrakte auf beiden Seiten der Kirche haben jeweils fünf Fensterachsen mit rundbogig abgeschlossenen Fenstern. Auch die Trakte in der Boerhavegasse sind dreigeschoßig und ohne Fassadenschmuck. Dazwischen ist der nach 1908 errichtete, eingeschoßige Vereinssaal mit übergiebeltem Portal eingeschlossen. Die äußere Gliederung des Saales entspricht der dreigeschoßigen Fassade in der Schützengasse, die ebenfalls erst nach 1908 entstand. Die Fassade in der Schützengasse hat neun Fensterachsen, die drei mittleren sind übergiebelt. Die Gliederung der Hauswand erfolgt durch genutete Lisenen und Spiegelfelder.

### Inneres
Die Kirche ist im Inneren ein Saalbau mit mehreren Nebenräumen. Am zentralen quadratischen Mitteljoch schließt das querrechteckige Emporen- bzw. Vorhallenjoch an, seitlich seitenschiffartige Gänge. Darüber sind Emporen. Der Chor ist durch einen Triumphbogen vom Kirchenschiff getrennt. Durch vier marmorierte Pfeiler mit Kompositkapitellen wird eine baldachinartige Deckenwölbung geschaffen. Das quadratische Mitteljoch ruht auf flachen Wandpfeilern und öffnet sich in drei Pilasterarkaden gegen die Seitenschiffe. Über dem Gesims befinden sich durch Pilaster getrennte Rundbögen. Darüber ist jeweils ein Rundfenster. Im Chor ist in der Mitte des Kreuzgewölbes eine runde Laternenöffnung, die ebenso groß ist wie die Rundbogenfenster an den Seiten. In der Mitte des Mitteljoches befindet sich ein gerahmtes Tondo. Im Chorjoch sind an den Seitenwänden Blendarkaden. Darüber sind zweigeschoßige Emporen mit Rundbogenfenstern. 
Die Vorhalle ist dreischiffig im basilikalen Stil erbaut. Über den niedrigen Seitenschiffen sind ebenfalls Oratorien, die sich in Triforien zum Kirchenschiff hin öffnen. Darüber ist die Orgelempore.

## Ausstattung

### Hochaltar
Der Altartisch ist schlicht gehalten. Das Altarretabel wurde im Stil der Renaissance mit Pilastergliederung und Säulen geschaffen. Davor steht ein Säulenretabel. Der gesamte Altarbereich wurde nach dem Zweiten Weltkrieg neu geschaffen, lediglich die beiden auf dem Giebel knienden Engel und das Gnadenbild wurden vom früheren Hochaltar übernommen. 
Das Gnadenbild stellt die „Maria von der immerwährenden Hilfe“ dar. Das 50 × 40 cm große Ölbild auf Holz wurde wahrscheinlich nach dem Jahr 1866 für den Altar geschaffen. Es stellt eine Kopie eines Gnadenbildes in der Alfonsokirche in Rom. Dieses wurde im 15. Jahrhundert von Kreta nach Rom gebracht und 1867 von Papst Pius IX. den Redemptoristinnen geschenkt. Über Maria mit dem Kind schweben Engel, die die Leidenswerkzeuge halten.
Das Altarbild wurde als Fresko an die Wand gemalt. Es zeigt die „Verherrlichung des Herzens Jesu“ Es wurde nach einem Entwurf der ansässigen Ordensbrüder 1948 von J. Magerele gemalt. Es hat die Maße von 1100 × 800 cm. 

### Marienkapelle
Die Marienkapelle liegt rechts neben dem Kircheneingang. Sie wurde im Jahr 1935 im neobarocken Stil eingerichtet. Nach dem Zweiten Weltkrieg wurde sie erneuert. Auf dem Altar steht neben einer Kopie des Gnadenbildes von Brandýs nad Labem-Stará Boleslav ein kleines Relief aus Kupfer.

### Sakristei
Die Sakristei ist ein hoher gewölbter Raum, in dem zwei von Seitenmitte zu Seitenmitte gespannte Gurte einander überkreuzen.

## Orgel
Die Orgel wurde 1910 von Franz Josef Swoboda gebaut. Das mit pneumatischer Traktur ausgestattete Instrument verfügt über zehn Register und wurde 1965 umgebaut.